# كريستينا جاندا
كريستينا جاندا (بالبولندية: Krystyna Janda)‏ (و. 1952 – م) هي ممثلة، وكاتبة سيناريو من بولندا .

## التعليم
تعلمت في Aleksander Zelwerowicz National Academy of Dramatic Art ‏

## جوائز
حصلت على جوائز منها:
- Charlemagne Medal for European Media  [لغات أخرى]‏ (2006)
- ميدالية الاستحقاق للثقافة [الإنجليزية]‏.

## روابط خارجية
- كريستينا جاندا على موقع IMDb (الإنجليزية)
- كريستينا جاندا على موقع روتن توميتوز (الإنجليزية)
- كريستينا جاندا على موقع ألو سيني (الفرنسية)
- كريستينا جاندا على موقع ميوزك برينز (الإنجليزية)
- كريستينا جاندا على موقع أول موفي (الإنجليزية)
- كريستينا جاندا على موقع قاعدة بيانات الأفلام السويدية (السويدية)
- كريستينا جاندا على موقع ديسكوغز (الإنجليزية)
- كريستينا جاندا على موقع قاعدة بيانات الفيلم (الإنجليزية)
- كريستينا جاندا على موقع كينوبويسك (الروسية)